# Top Gear: Stunt School Revolution
Top Gear: Stunt School Revolution — компьютерная игра в жанре симулятора каскадёра по мотивам телевизионного шоу Top Gear, разработанная британскими компаниями BBC Worldwide Ltd. и Supersonic Software и изданная BBC Worldwide 14 июня 2012 года на iOS, 2 октября 2012 года на Android, 18 декабря 2014 года на Windows и Windows Mobile и в январе 2015 года на Windows Phone в Windows Phone Store. Эта игра является сиквелом игры Top Gear: Stunt School 2010 года.

## Игровой процесс

Геймплей игры

Игра представляет собой симулятор каскадёра из телевизионного шоу Top Gear. Цель игры — набрать как можно больше зрителей, выполняя различной сложности трюки. При каждом заходе в игру вам дают ежедневную награду: 50 «гаек» (которые используются как валюта в игре, и количество которых будет увеличиваться с каждым днём) и бесплатную прокрутку барабана подарков. Первый лучший подарок в барабане — автомобиль «Ралли» (Lancia 037 Rally 1982 года изготовления) класса «Спортивная». В главном меню игры присутствуют функции «Трюки», «Магазин Стига» и «Ещё». При нажатии на «Трюки» игра перебрасывает игрока на меню выбора трюков в локациях Гранд-Каньон, Алькатрас, Нью-Йорк, Сидней, Москва, Китай, Лондон, Фресно, и так называемое «Особое». После выбора трюка, к примеру, «Птица из Алькатраса: убегите с Алькатраса при помощи прыжка», игроку нужно выбрать на тот момент открытый этап этого трюка («Этап 1», «Этап 2», «Этап 3» или «Про»). После этого, игроку будет представлен выбор класса машины, которая будет выполнять трюк («Компактная», «Спортивная» или «Универсальная»). Затем, игроку будет открыт гараж, где он, выбрав машину из класса, который он выбрал ранее, может её модернизировать. К примеру, он может поставить авиа-крыло, улучшить двигатель, и даже поставить на крышу сарай. Выполняя трюк, не зависимо от проигрыша или выигрыша, у игрока снимают один «пропуск», благодаря которым игрок и может играть в игру. Максимальное количество пропусков — 10, один пропуск восполняется за 5 минут. При нажатии на «Магазин Стига» игроку отрывается меню, где он может купить бесконечные пропуски, нанять Стига для выполнения трюка, купить гайки и доллары.

## Выпуск
Игра была разработана компаниями BBC Worldwide Ltd. и Supersonic Software и была выпущена 14 июля 2012 года для устройств iOS в App Store и был анонсирован дебют на Android. 2 октября 2012 года она была официально выпущена на Android в Amazon Appstore и 7 октября 2012 года в Google Play, 18 декабря 2014 года на Windows и Windows Mobile в Microsoft Store, и в январе 2015 года на Windows Phone в Windows Phone Store. В сентябре 2012 года в обновлении в игру добавили уровень с трактором «Проблемный трейлер: Фермерские манёвры». 25 октября 2012 года в игру был добавлен уровень «Тайный агент: Подводная слежка» в честь специального выпуска Top Gear «50 Years of Bond Cars: A Top Gear Special». В декабре 2012 года добавлены три новых функции. В 2014 в сети распространилась программа для взлома Top Gear: Stunt School Revolution — Top Gear: Stunt School Revolution Hack, которая могла выдавать бесконечное количество вещей, валюты, зрителей, а также с помощью неё можно было разблокировать все автомобили. В 2016 году игра заняла 43 место в топе-50 лучших гоночных игр за всю историю, составленным самой Top Gear. В 2018 году, совместно с другими играми BBC Worldwide, Top Gear: Stunt School Revolution была удалена из Google Play и App Store, и, согласно пользователям Reddit, её стало практически невозможно скачать. По состоянию на 2024 год, игру все еще можно скачать в Microsoft Store.

## Рецензии
Критик Дэвид Раддок с сайта Android Police сравнивает SSR с «такой же плохой прической Джереми Кларксона», а также называет её «беззастенчивой кучей фекалий», отмечая, что управление в нем ужасное, некоторые трюки слишком просты, а некоторые слишком сложны. Он также отмечает, что «попытка выполнить трюк съедает пропуск, что мешает вам играть в игру часами напролет (если только вы не платите за дополнительные пропуски), что может привести к аневризме, язве, или другое заболевание, связанное со стрессом», и что полезность некоторых частей модернизации автомобиля необъяснима. Из преимуществ он отмечает графику, которая, по его мнению, «неплоха для современной мобильной игры».
Издание Modojo отметило, что игровой процесс «не отличается особой выразительностью», однако дух шоу, безусловно, присутствует.